# Tufandağ
Tufandağ är ett berg i Azerbajdzjan.   Det ligger i distriktet Qusar Rayonu, i den centrala delen av landet, 180 km nordväst om huvudstaden Baku. Toppen på Tufandağ är 4 197 meter över havet, eller 883 meter över den omgivande terrängen. Bredden vid basen är 12,9 km.
Terrängen runt Tufandağ är huvudsakligen bergig, men åt sydost är den kuperad. Runt Tufandağ är det ganska glesbefolkat, med 48 invånare per kvadratkilometer.. Närmaste större samhälle är Xınalıq, 11,5 km öster om Tufandağ. 
Trakten runt Tufandağ består i huvudsak av gräsmarker.